# Pharamond
Pharamond (c. 370 - c. 430) este considerat primul rege al francilor salieni, deși eposibil ca el să fie o personalitate legendară, nu istorică. E posibil să fi fost finul lui Marcomer.

## Legenda
Izvoarele târzii scriu despre o anumită legenda despre alegerea sa ca rege - după moartea lui Sunno, fratele său Marcomer, lider al triburilor amsivarii și chatti, triburi germanice, a propus francilor să aibă doar un singur rege, contrar tradiției lor. Cronica anonimă, Liber Historiae Francorum, ne spune că astfel Pharamond, numit fiu al lui Marcomer, devine primul rege, începând tradiția regilor cu părul lung al francilor. După moartea sa, francii păstrează într-adevăr noua tradiție alegându-l pe fiul său, Clodio, următorul rege.
Din cauză că Pharamond este atestat atât de târziu, abia în sec. 8, istorii îl consideră mai mult o figură legendară decât una istorică. Spre exemplu, Sf. Grigore din Tours atestă că în acel secol mai mulți regi franci domneau simultan ulterior. Chiar dacă am presupune că acel Pharamond a existat, nu putem ști dacă a fost recunoscut rege, fiindcă și după Clovis I, care e mai aproape de poziția de a fi primul rege al Francilor, regatul său a fost împărțit între moștenitori ce conduceau simultan.
Mitul lui Pharamond a devenit ulterior sursă de inspirație pentru noi legende și romane. Un exemplu în acest sens este istoria despre Pharamond, inventată de Martin Bouquet.

## Istorie
În 420, se pare că și-a dus oamenii dincolo de râul Rin, separându-și tribul de majoritatea francilor ripuarieni de lângă Köln. Lui Pharamond i-a succedat fiul său Clodio. Soția sa se numea Argotta.

## Literatură
Pharamond este menționat ca Rege al Franței în proza Tristan, apoi ca și creatorul legiii salice prin care femeile erau excluse de la tron, în "Henry V" de William Shakespeare și într-o carte comică numită "Sandman" (Moș Ene) scrisă de Neil Gaiman.